# Терразіні
Терразіні (італ. Terrasini, сиц. Terrasini) — муніципалітет в Італії, у регіоні Сицилія,  метрополійне місто Палермо.
Терразіні розташоване на відстані близько 420 км на південь від Рима, 25 км на захід від Палермо.
Населення — 12 208 осіб (2014).

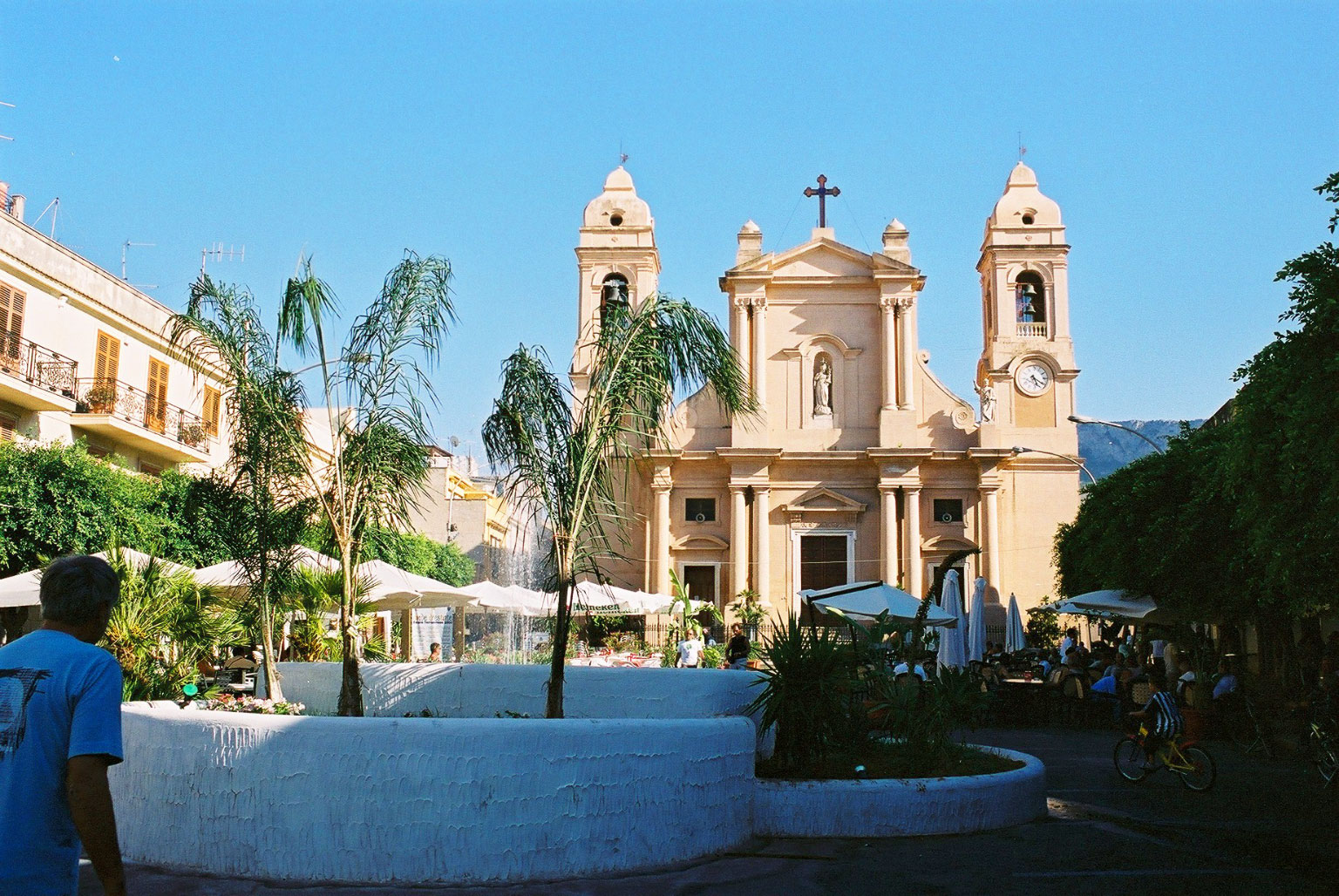

Щорічний фестиваль відбувається 8 вересня. Покровитель — Maria SS. delle Grazie.

## Демографія
Населення за роками:

Станом на 1 січня 2023 року в муніципалітеті офіційно проживали 333 іноземці з 46 країн, серед них 132 громадяни країн Євросоюзу та 11 громадян України.

## Сусідні муніципалітети
- Карині
- Чинізі
- Партініко
- Траппето